# زره سرامیکی
زره پوش

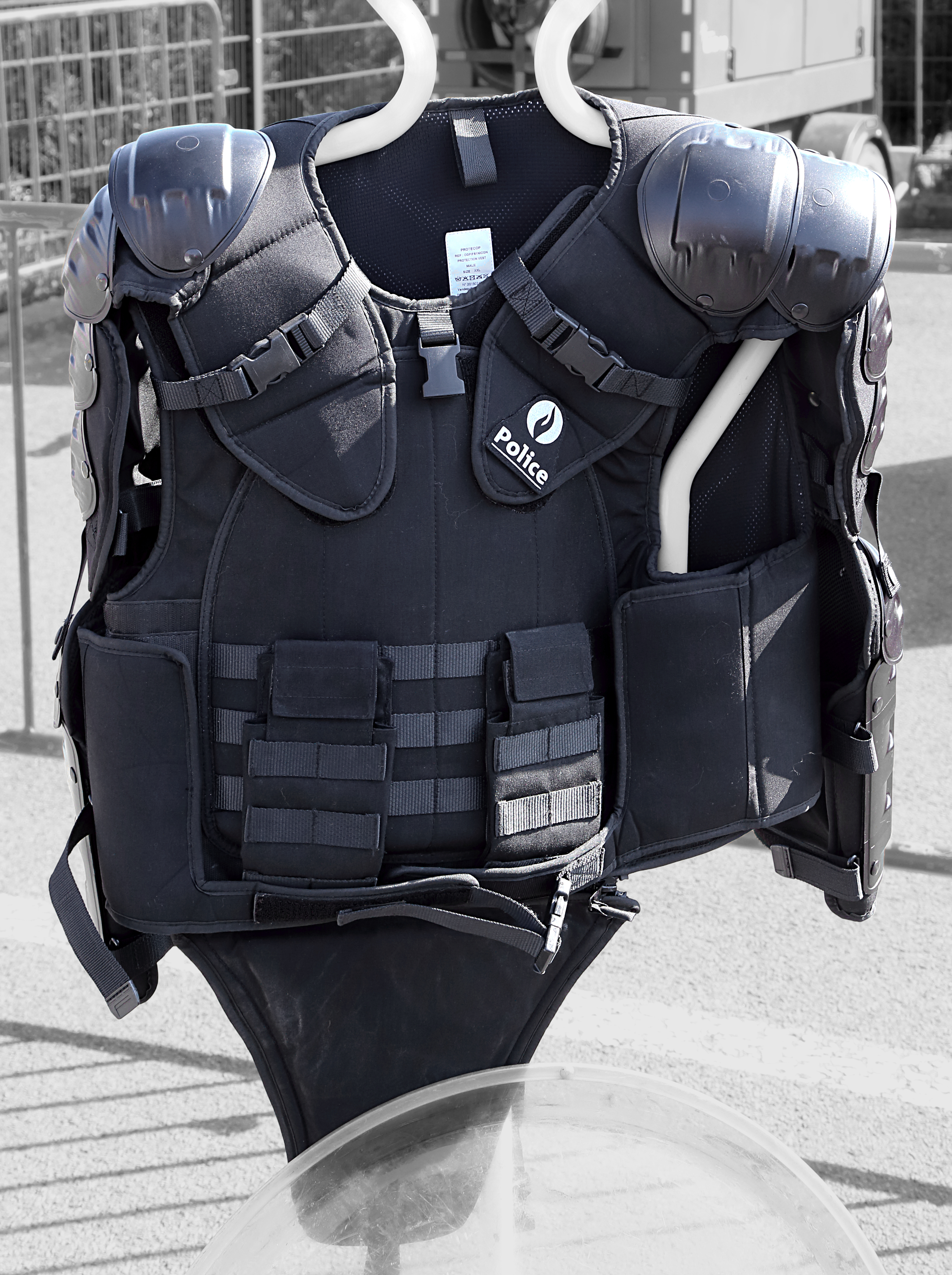
زره

مورد استفاده در خودروهای زرهی و در زره‌های شخصی برای خواص ضعف آن است.
حساسیت دولت‌ها به تلفات نظامی و مسئله بودجه‌های دفاعی، مهندسان را وادار کرده‌است تا به‌طور مستمر باتوجه به تغییر تهدیدات، سامانه پلاتفرم تجهیزات را منطبق کنند. یکی از این چالش‌های انطباق، ایجاد سطوح محافظتی با کمترین وزن ممکن در یک نبرد است که این امر با علم مواد، فناوری‌ها و فیزیک ادغام شده‌است. این سامانه‌های حفاظتی باید طیف وسیعی از تهدیدات مانند آتش مستقیم گلوله، خرج‌های انفجاری، بمب‌های کنار جاده ای و دستی و مین‌های زمینی را فراهم کند.
زمانی که سربازها از یک خودروی حفاظت شده خارج می‌شوند و اسقرار میابند، نیاز است تا بدن آن‌ها با یک زره سبک حفاظت شود به طوری که بتوانند فعالیت آزادانه داشته باشند و در دمای بالا و ارتفاعات بتوانند تجهیزات خود را به راحتی حمل کنند.
خودروهای نظامی به‌طور سنتی زرهشان از ورق‌های فولادی پر استحکام ساخته می‌شود. مواد کامپوزیتی سرامیکی تا حد زیادی به جای فولاد به عنوان زره غیر ساختاری در پوشش‌های مدرن بکار گرفته می‌شوند.
مزیت عمده ای که سرامیک‌ها دارند این است که نسبت به فلزها به‌طور قابل توجهی وزن پایین‌تری دارند و فضای کمتری اشغال می‌کنند که این باعث صرفه جویی در وزن به مقدار بیش از ۵۰٪ است.
امروزه مهم‌ترین مواد سرامیکی برای حفاظت بالستیکی (حفاظت در برابر پرتابه‌ها مانند گلوله‌ها و…) دو ماده ذیل هستند:
- آلومینیوم
- سیلیکون کاربید SiC

با توجه به نسبت قیمت به کارایی مطلوب، آلومینیوم برجسته‌ترین ماده در زمینه کاربرد زرهی می‌باشد. اما زمانی که وزن کمتر مورد نیاز باشد (برای نمونه، کاربرد حفاظت شخصی و هلی کوپترها) ممکن از سیلیکون کاربید هم استفاده شود.
علاوه بر این ویژگی‌ها مواد سرامیکی دیگری نیز به منظور حفاظت بالستیکی در نظر گرفته شده‌است:
- سیلیکون نیترید SN
- تیتانیوم بوراید
- آلومینیوم نیترید AlN
- سیالون (سیلیکون آلومینیوم اکسی نیترید)
- سرامیک‌های تقویت شده با فیبر (مثل C-SiC)
- کامپوزیت‌های سرامیک – فلز (CMC)

با این حال با توجه به عملکرد بالای بالستیکی مواد اشاره شده، به دلایل مسائل اقتصادی، از لحاظ فنی نمی‌توان با آن ارتباط مطلوبی برقرار نمود.

### سامانه زره سرامیکی -پلیمری
به طورکلی ساختمان زره‌های کامپوزیتی سبک دارای سامانه چهار جزئی زیر است (شکل ۱):
- اسپال فویل
- سرامیک
- زیرلایه یا بستر کامپوزیتی
- چسب

در یک سامانه زره کامپوزیتی، سرامیک ترجیحاً روی سطوح ضریه پذیر و عمود بر جهت تهدید قرار داده می‌شود. الیاف پلیمری متشکل از پلی آرامید، پلی اتیلن یا پلی پروپیلن صفحه Backing (حمایت کننده) کامپوزیت را تشکیل می‌دهند. برای سفت شدن و افزایش مقاومت منحصر به فرد ساختاری باید لایه‌هایی اشباع از چسب کورینگ شده ایجاد نمود. انتخاب مناسب چسب مانند رابر، پلی اورتان یا اپکسی می‌تواند در خواص مکانیکی زره در برابر تهدید مؤثر واقع گردد.
پیوند شیمیایی مناسب بین سرامیک و کامپوزیت بستر یا بین لایه پلیمری اهمیت کلیدی در عملکرد کل سامانه دارد. علاوه بر این، از اسپال برای حفاظت قسمت جلویی سرامیک یا لایه‌های سرامیک – فیبر شیشه نیز استفاده می‌شود.
هر جز در سامانه کامپوزیتی دارای یک عملکرد خاص است. لایه سخت سرامیکی سرعت پرتابه را کاهش می‌دهد و باعث خرد شدن آن می‌گردد، در نتیجه باعث کم شدن جرم پرتابه می‌شود و انرژی الاستیک و تغییر شکل پلاستیک ناشی از باقی مانده پرتابه توسط کامپوزیت بستر جذب می‌شود.

## انواع زره

### زره کامپوزیت
نوعی زره خودرو است که شامل لایه‌هایی از مواد متفاوت مثل فلز، پلاستیک، سرامیک و هوا می‌شود. بیشتر زره‌های کامپوزیتی سبکتر از همتایان تمام‌فلزی خود با مقاومت یکسان هستند اما فضای بیشتری را اشغال می‌کنند. طراحی زره‌های کامپوزیت قویتر، سبکتر و کم‌حجم‌تر از زره‌های سنتی هم امکان‌پذیر است اما در این صورت هزینه‌ها به طرز غیرقابل قبولی بالا خواهد رفت و به همین جهت این نوع زره‌ها فقط در بخش‌های بسیار آسیب‌پذیر خودروهای زره‌پوش استفاده می‌شود. انگیزه اصلی برای ساخت زره‌های کامپوزیت مقاومت در برابر مهمات ضدتانک شدیدالانفجار بوده‌است.

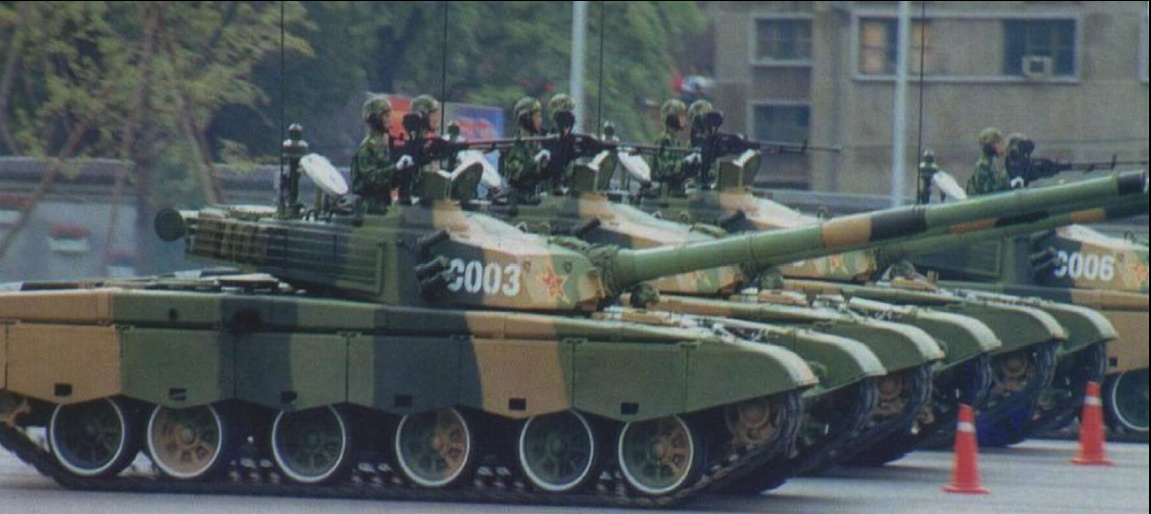
سامانه زره سرامیکی-پلیمری

به طورکلی ساختمان زره‌های کامپوزیتی سبک دارای سامانه چهار جزئی زیر است:
1. اسپال فویل
2. سرامیک
3. زیرلایه یا بستر کامپوزیتی
4. چسب

در یک سامانه زره کامپوزیتی، سرامیک ترجیحاً روی سطوح ضریه پذیر و عمود بر جهت تهدید قرار داده می‌شود. الیاف پلیمری متشکل از پلی آرامید، پلی اتیلن یا پلی پروپیلن صفحه Backing (حمایت کننده) کامپوزیت را تشکیل می‌دهند. برای سفت شدن و افزایش مقاومت منحصر به فرد ساختاری باید لایه‌هایی اشباع از چسب کورینگ شده ایجاد نمود. انتخاب مناسب چسب مانند رابر، پلی اورتان یا اپکسی می‌تواند در خواص مکانیکی زره در برابر تهدید مؤثر واقع گردد.
پیوند شیمیایی مناسب بین سرامیک و کامپوزیت بستر یا بین لایه پلیمری اهمیت کلیدی در عملکرد کل سامانه دارد. علاوه بر این، از اسپال برای حفاظت قسمت جلویی سرامیک یا لایه‌های سرامیک – فیبر شیشه نیز استفاده می‌شود.
هر جز در سامانه کامپوزیتی دارای یک عملکرد خاص است. لایه سخت سرامیکی سرعت پرتابه را کاهش می‌دهد و باعث خرد شدن آن می‌گردد، در نتیجه باعث کم شدن جرم پرتابه می‌شود و انرژی الاستیک و تغییر شکل پلاستیک ناشی از باقی مانده پرتابه توسط کامپوزیت بستر جذب می‌شود.

## تاریخچه
اثربخشی زره‌پوش سرامیک در طوفان صحرا نشان داده شد که در آن یک تانک چلنجر ارتش بریتانیا تنها به آتش تانک دشمن گریخته نشد. با این حال، یکی از آنها توسط آتش دوستانه در تاریخ ۲۵ مارس ۲۰۰۳ نابود شد و پس از آن که یک دوره HESH در انبار قوماندان منفجر شد و باعث شد قطعات زیادی از سرعت برای ورود به برجک [۱] زره Chobham نوع در حال حاضر در نسل سوم آن است و در تانک‌های مدرن غربی مانند چالشبرن ۲ بریتانیا و M1 ابرامز آمریکایی استفاده می‌شود.
اولین نمونهٔ شناخته شده زره کامپوزیت توسط نیروی زمینی ایالات متحده آمریکا برای خودروهای آزمایشی تی-۹۵ ساخته شد. در این زره یک صفحه شیشه سیلیسی بین صفحات فولادی قرار می‌گرفت. البته تی-۹۵ هیچگاه به مرحله تولید و استفاده رسمی نرسید.
نخستین کاربرد عملی زره کامپوزیتی در شوروی رقم خورد. تانک تی-۶۴ از زرهی با نام ترکیب کا استفاده می‌کرد که در آن لایه‌های فایبرگلاس بین صفحه‌های فولادی قرار گرفته بود و از مکانیسم‌هایی استفاده شده بود تا زره در مقابل فشار حالت خمیده پیدا کند. در مدل‌های بعدی تی-۶۴ و تانک‌های جدیدتر روسی از عصاره کاربید بور نیز برای افزایش مقاومت بهره گرفته شد.
زره چوبام از معروفترین و رایج ترین زره‌های کامپوزیت غربی است که در دهه ۱۹۷۰ در بریتانیا اختراع شد. در این زره لایه‌ای از سرامیک بین دو لایه زره فولادی ساندویچ شده بود که این شیوه موجب افزایش قابل توجهی در مقاومت زره در مقابل مهمات ضدتانک شدیدالانفجار حتی در مقایسه با زره‌های کامپوزیتی دیگر شد. زره چوبام به قدری کارآمد بود که آمریکایی‌ها به سرعت آن را در تانک M1 آبرامز خود به کار گرفتند.

## مکانیزم
مواد سرامیکی سخت با تخریب آن به قطعه، از بین بردن پرتابه انرژی جنبشی، توانایی نفوذ پرتابه را کاهش می‌دهند. در مورد دورهای HEAT، قطعات سرامیکی آسیب دیده، هندسه جت فلزی تولید شده توسط شارژ شکل را از بین می‌برند، که عمدتاً نفوذ را کاهش می‌دهد. مواد سرامیکی به علت ویژگی شکنندگی آنها به عنوان تنها عامل برای استفاده از زره‌پوش نمی‌تواند به دلیل اثر انقباضی آنها باشد؛ بنابراین، به منظور جلوگیری از آسیب رساندن قطعات سرامیکی و پرتابه از آسیب رساندن به سامانه محافظت شده، مواد سرامیکی همیشه باید توسط یک پوشش ورقه ای با مواد کامپوزیتی فلزی یا پلیمری پشتیبانی شود. یکی دیگر از مزیت استفاده از مواد پایه این است که بهبود عملکرد بالتیک سرامیک را با جلوگیری از نارسایی زودرس آن.

## کاربرد صفحات زره‌پوش سرامیکی
صفحات سرامیک (همچنین به عنوان صفحات تراوا شناخته می‌شوند) معمولاً به عنوان درج در جلیقه‌های بالستیک نرم استفاده می‌شود. اکثر صفحات سرامیکی مورد استفاده در زره بدن، محافظت از نوع مؤسسه ملی حقوقی III را ارائه می‌دهند که به آنها اجازه می‌دهد گلوله‌های تفنگ را متوقف کنند. صفحات سرامیک یک نوع زره کامپوزیت هستند. صفحات درج نیز ممکن است از فولاد یا پلی اتیلن با وزن مولکولی بسیار بالا تولید شوند.
یک ورقه سرامیکی معمولاً به لایه بیرونی یک جلیقه زره‌پوش نرم‌افزاری ختم می‌شود. ممکن است دو صفحه وجود داشته باشد، یکی در جلوی و دیگری در پشت، یا یک ورق جهانی در جلو یا عقب. برخی از جلیقه‌ها اجازه استفاده از صفحات کوچک را در طرف برای حفاظت اضافی.
صفحات سرامیکی که توسط ارتش ایالات متحده صادر می‌شوند، نامیده می‌شوند (ESAPI).
وزن تقریبی یک بشقاب NIJ Type III 4 تا ۸ پوند (۶/۱ تا ۳/۶ کیلوگرم) برای اندازه معمول ۱۰ "به ۱۲" است. دیگر انواع صفحات وجود دارد که در اندازه‌های گوناکون می‌آیند و سطح حفاظت گوناکونی را ارائه می‌دهند. برای نمونه، MC-Plate (صفحه پوشش حداکثر) ۱۹٪ پوشش بیشتر نسبت به یک صفحه استاندارد سرامیکی ارائه می‌دهد.
مواد سرامیکی، پردازش مواد و پیشرفت در مکانیک نفوذ سرامیک، زمینه‌های قابل توجهی از فعالیت‌های علمی و صنعتی است. این زمینه ترکیبی پژوهش در مورد زره‌پوش سرامیک گسترده‌است و شاید توسط انجمن سرامیک آمریکایی بهترین خلاصه شود. ACerS یک کنفرانس سالانه زره برای چندین سال اجرا کرده و پرونده ۲۰۰۴–۲۰۰۷ را تشکیل داده‌است. [۲] منطقه ای از فعالیت‌های ویژه مربوط به جلیقه استفاده روزافزون از اجزای سرامیکی کوچک است. صفحات سرامیکی اندازه لولهای بزرگ برای ساختن پیچیده و در معرض ترک خوردن در استفاده هستند. صفحات یکپارچه نیز به علت ناخالصی ناشی از شکست بزرگ خود، ظرفیت چندین ضربه را محدود می‌کنند. این انگیزه‌ها برای انواع جدید زره‌پوش است. این طرح‌های جدید از آرایه‌های دو و سه بعدی از اجزای سرامیکی استفاده می‌کنند که می‌توانند سفت، انعطاف‌پذیر یا نیمه انعطاف‌پذیر باشند. زره بدن اژدها یکی از این سامانه‌ها است، اگر چه آزمایش‌های متعدد انجام شده توسط ارتش ایالات متحده انجام نشده و رد شده‌است. تحولات اروپا در عرصه‌های کروی و شش ضلعی منجر به تولید محصولاتی شده‌است که دارای عملکرد چندگانه و چند ضلعی هستند. [۳] ساخت سامانه‌های آرایه ای با انعطاف‌پذیری، عملکرد بالستیک پایدار در لبه‌های عناصر سرامیکی، یک منطقه فعال پژوهش‌هایی است. علاوه بر این، آرایه‌های فناوری پردازش پیشرفته سرامیک نیازمند روش‌های مونتاژ چسب است. یکی از رویکردهای جدید استفاده از اتصالات قلاب و حلقه برای جمع‌آوری آرایه‌های سرامیک است. [۴]